# Waldwick (Wisconsin)
Waldwick – miasto w Stanach Zjednoczonych, w stanie Wisconsin, w hrabstwie Iowa.